# Melica glabrescens
Melica glabrescens är en gräsart som först beskrevs av Maria Amelia Torres, och fick sitt nu gällande namn av Maria Amelia Torres. Melica glabrescens ingår i släktet slokar, och familjen gräs. Inga underarter finns listade i Catalogue of Life.